# Zbigniew Łącki
Zbigniew Łącki (ur. 11 grudnia 1917 w Gdańsku, zm. 20 sierpnia 1973 w Gorzowie Wielkopolskim) – polski artysta fotograf. Współzałożyciel i prezes Zarządu gorzowskiego oddziału Polskiego Towarzystwa Fotograficznego. Członek założyciel i prezes Zarządu Gorzowskiego Towarzystwa Fotograficznego.

## Życiorys
Zbigniew Łącki był uczestnikiem kampanii wrześniowej, czas II wojny światowej spędził na Węgrzech, gdzie zdobył zawód zegarmistrza. Fotografował od 1942 roku. Od 1946 roku mieszkał i pracował (w zawodzie zegarmistrza) w Gorzowie Wielkopolskim. W latach 50. związał się z gorzowskim środowiskiem fotograficznym - w latach 60. zdobył uprawnienia czeladnika, następnie mistrza w zawodzie fotografa. W 1954 roku był pomysłodawcą, inicjatorem i współzałożycielem oddziału Polskiego Towarzystwa Fotograficznego w Gorzowie Wielkopolskim. Od początku istnienia oddziału gorzowskiego PTF - pełnił funkcję prezesa Zarządu. W 1961 roku był członkiem Komitetu Założycielskiego Gorzowskiego Towarzystwa Fotograficznego, w którym od początku pełnił funkcję prezesa Zarządu - do 1969 roku, kiedy to zrzekł się pełnionej funkcji z przyczyn zdrowotnych. 
Zbigniew Łącki jest autorem i współautorem wielu wystaw fotograficznych; indywidualnych i zbiorowych; krajowych i międzynarodowych, poplenerowych oraz pokonkursowych, na których został wyróżniony wieloma akceptacjami, nagrodami, wyróżnieniami, dyplomami i listami gratulacyjnymi. Szczególne miejsce w twórczości Zbigniewa Łąckiego zajmowała fotografia aktu, fotografia portretowa oraz fotografia teatralna. Za fotograficzną twórczość i pracę na rzecz fotografii został wyróżniony Dyplomem Honorowym Federacji Amatorskich Stowarzyszeń Fotograficznych w Polsce, Dyplomem Międzynarodowej Federacji Sztuki Fotograficznej (FIAP). W 1962 roku został laureatem nagrody Ministerstwa Kultury i Sztuki oraz (w 1971 roku) laureatem nagrody Gorzowskiego Towarzystwo Społeczno–Kulturalnego. 
Zbigniew Łącki zmarł tragicznie 20 sierpnia 1973 roku, pochowany na Cmentarzu Komunalnym w Gorzowie Wielkopolskim. Gorzowskie Towarzystwo Fotograficzne ustanowiło nagrodę im. Zbigniewa Łąckiego, przyznawaną na Dorocznych Wystawach Fotograficznych GTF.

## Odznaczenia
- Honorowa Odznaka Zasłużonego dla Rozwoju Województwa Zielonogórskiego
- Odznaka 1000-lecia Państwa Polskiego
- Złota Odznaka LTK

Źródło

## Wystawy (nagrody)
| Lp. | Tytuł wystawy                    | nagroda              | Data | Miejscowość         |
| --- | -------------------------------- | -------------------- | ---- | ------------------- |
| 1   | I Doroczna Wystawa Fotografii    | III Nagroda          | 1955 | Gorzów Wielkopolski |
| 2   | II Doroczna Wystawa Fotografii   | I,II,V,VIII Nagroda  | 1956 | Gorzów Wielkopolski |
| 3   | III Doroczna Wystawa Fotografii  | I Nagroda            | 1957 | Gorzów Wielkopolski |
| 4   | IV Doroczna Wystawa Fotografii   | II,III,IV Nagroda    | 1958 | Gorzów Wielkopolski |
| 5   | V Doroczna Wystawa Fotografii    | I,II,III,IV Nagroda  | 1959 | Gorzów Wielkopolski |
| 6   | VII Doroczna Wystawa Fotografii  | Nagroda              | 1961 | Gorzów Wielkopolski |
| 7   | VIII Doroczna Wystawa Fotografii | Nagroda, Wyróżnienie | 1962 | Gorzów Wielkopolski |
| 8   | X Doroczna Wystawa Fotografii    | II Nagroda           | 1964 | Gorzów Wielkopolski |
| 9   | XI Doroczna Wystawa Fotografii   | II,III Nagroda       | 1965 | Gorzów Wielkopolski |

Źródło